# Heinrichshof
Le Heinrichshof était un bâtiment du Ring détruit lors des bombardements de la Seconde Guerre mondiale et démoli après de longues discussions au sujet d'une possible reconstruction dans les années 1950.

## Histoire
Le Heinrichshof est commandé par l'industriel de la brique Heinrich von Drasche-Wartinberg (de) et construit entre 1861 et 1863. L'architecte est Theophil von Hansen qui a dessiné beaucoup de bâtiments du Ring. La fresque entre les fenêtres des étages supérieurs est de Carl Rahl. Le Heinrichshof se tient juste en face du Wiener Staatsoper. Au rez-de-chaussée, il y a un café renommé.
Au cours de la Seconde Guerre mondiale, certains départements nazis sont logés ici. Au cours du bombardement américain du 12 mars 1945 qui cause de graves dommages dans d'autres bâtiments importants au centre de Vienne comme le musée d'histoire de l'art de Vienne, le Burgtheater et l'Albertina, de plus grandes parties du Heinrichshof sont détruites ; le Wiener Staatsoper et le Philipphof à côté brûlent. Le 27 avril 1945, les parties debout brûlent, on pense l'incendie volontaire. Bien qu'une demande de reconstruction soit déposée en juillet 1949, un avis de résiliation aux propriétaires est déposée le 12 août 1949, cependant au sein de la famille propriétaire, on se dispute entre la reconstruction et la démolition. On hésite entre la conservation et l'emplacement approprié pour un nouveau bâtiment commercial. Le 3 juillet 1954, on pose le permis de démolition.
En 1955, au même endroit, l'Opernringhof est construit par les architectes Carl Appel (de), Georg Lippert et Alfred Obiditsch.

## Source de la traduction
- (de) Cet article est partiellement ou en totalité issu de l’article de Wikipédia en allemand intitulé « Heinrichshof (Wien) » (voir la liste des auteurs).